# مؤسسة القوات المسلحة التركية
تأسست مؤسسة القوات المسلحة التركية من خلال دمج أسس تعزيز القوات البرية والبحرية والجوية، والتي كانت قد أقيمت سابقاً في تواريخ مختلفة.
أولاً، في 19 يوليو 1909، تم إنشاء مؤسسة تحت اسم "Naval-i Hümayun Muaveneti Milliye". في وقت لاحق، في 11 مايو 1965، تم إنشاء الجمعية البحرية التركية. تم إغلاق هذه الجمعية في 6 فبراير 1972، وأنشئت «المؤسسة البحرية التركية» في 11 مارس 1972 من أجل «تعزيز القوات البحرية التركية وتقديم الدعم المادي والمعنوي للأمة التركية» وفي 16 أكتوبر 1981 تم تغييره إلى اسم مؤسسة القوات البحرية التركية.
- في 16 يوليو 1970، تم إنشاء مؤسسة القوات الجوية التركية من أجل «المساهمة بقوة في القوات الجوية التركية من خلال تطوير صناعة الطيران الوطنية لدينا، وشراء أسلحة ومركبات الحرب الجوية، وتحسين فرص حماية الأهداف الحيوية من الجو».
- في عام 1974 عملية السلام القبرصية في تركيا بسبب الحظر المفروض على التنفيذ، شعار «دباباتهم، اصنعوا أسلحتكم الخاصة» وفي 27 أغسطس تم تأسيسها في عام 1974 بتبرعات من أفراد من مؤسسة القوات البرية التركية.
- في وقت لاحق، بهدف تعزيز القوات المسلحة، وإنشاء صناعة دفاعية على مستوى إنتاج الأسلحة والأدوات والمعدات اللازمة محليًا وتقليل التبعية الأجنبية، تم إنشاء مؤسسة القوات المسلحة التركية في 17 يونيو 1987 من خلال الجمع بين أسس تعزيز القوات البرية والبحرية والجوية. بدأت عملياتها في 26 سبتمبر 1987.[2]
- في هذه الفترة، تم دمج أسس تعزيز القوات البرية والبحرية والجوية، والتي تم إنشاؤها بتبرعات من أمتنا العليا لتطوير أنظمة ومنتجات الدفاع للقوات المسلحة التركية على أساس التكنولوجيا الحديثة، مع القانون رقم 3388 في 17 يونيو 1987، وأنشئت مؤسسة القوات المسلحة التركية بدمج كلاً من المؤسسات الثلاث السابقة وبدأت أنشطتها في 26 سبتمبر 1987.
- مؤسسة القوات المسلحة التركية هي المؤسسة الوحيدة التي أنشأها قانون خاص بين المؤسسات الجديدة.

## الشركات التابعة المنتسبة
- أسلسان
- تاي
- هافيلسان
- روكيتسان
- إسبير
- اسبيلسان
- تركتيبسان
- ديتاس
- نيتاس
- مرسيدس بنز تركيا
- تي اي أي
- هيش
- اتش تي ار

## الشركات التابعة غير المباشرة
- اس تي ام
- ميكروفونات
- احسم
- إسداش